# Белоснежка: Страшная сказка
«Белоснежка: Страшная сказка» (англ. Snow White: A Tale of Terror) — американский телефильм 1997 года в жанре ужасов и фэнтези. В главных ролях Сигурни Уивер, Сэм Нилл и Моника Кина.

## Сюжет
Благородный лорд Хоффман и его беременная жена возвращаются в свой замок, однако в лесу на их карету нападает стая волков и женщина оказывается смертельно раненой. Она просит своего супруга спасти их ребёнка: дочку, вырезав её из материнской утробы. Выжившую девочку называют в честь погибшей матери — Лиллиан, также девочка получает прозвище «Белоснежка», связанное с легендой, рассказанной её няней. Легенда соотносится с сюжетом одноименной сказки братьев Гримм: женщина, сидя у окна, роняет на снег три капли крови и загадывает желание: родить девочку, с волосами черными, как смоль, кожей белой, как снег, и губами алыми, как кровь.
Проходит время, отец приводит в дом новую жену, рыжеволосую Клаудию. Вместе с Клаудией в замок приезжает её брат Густав, немой фокусник. В день свадьбы маленькая Белоснежка наблюдает гибель своей няни, заглянувшей в зловещее зеркало, принадлежащее ещё матери Клаудии, ведьме..
Проходит девять лет, Клаудия ждет ребёнка, однако теряет его на балу, когда видит своего мужа, танцующего с дочерью. Обезумевшая женщина просит своего брата уберечь труп ребёнка от погребения, и в ночь трагедии слышит голос старинного зеркала…
А через некоторое время во время прогулки по лесу Белоснежка встречает брата своей мачехи, который угрожает ей кинжалом. Девушка убегает, чтобы в лесу в разрушенной церкви встретить банду разбойников-рудокопов, совсем не похожих на добрых сказочных гномов… «Эта девочка — золотая жила», — говорит один из них: «За крошку принцессу её отец выложит все золотишко, если она вернется целой и невредимой…». Один из разбойников хочет изнасиловать её, но его приятель Уилл защищает Белоснежку. Между ними возникает первоначально конфликт на почве сильного различия между аристократией и простолюдинами. В ссоре Уилл становится жестоким и хватает Белоснежку за горло, но слова Белоснежки о том, что он её пугает, его останавливают и он приходит в себя… Лиллиан остаётся с рудокопами, хотя между ними крайне напряжённые отношения. Тем временем мачеха притворяется перед людьми что скучает по падчерице, но втайне страстно желает ей смерти.
Отец Белоснежки ломает ногу, упав с лошади в поисках дочери, в замке творится страшная древняя магия, слуги больше похожи на безвольные куклы, перевернутый крест, тельце ребёнка у корней чёрного дерева…

## В ролях
- Сигурни Уивер — Клаудия Хоффман, мачеха
- Сэм Нилл — Фредерик Хоффман, отец Белоснежки
- Джоанна Рот — Лилиана, мама Белоснежки
- Моника Кина — Лиллиан Хоффман
- Гил Беллоуз — Уилл
- Дэвид Конрад — доктор Питер Гутенберг
- Энтони Брофи — Рольф
- Крис Бауэр — Конрад
- Эндрю Тирнан — Скар
- Мирослав Таборский — Густав
- Брайан Гловер — Ларс
- Фрэнсис Кука — Наннау
- Брайан Прингл — отец Гилберт
- Тэрин Дэвис — маленькая Лилли
- Джон Эдуард Аллен — Барт
- Дейл Уайатт — служанка Ильза